# أوسكار آغرين
أوسكار آغرين هو لاعب كرة قدم سويدي في مركز الدفاع، ولد في 10 سبتمبر 1998 في مالمو في السويد.

## وصلات خارجية
- أوسكار آغرين على موقع الدوري الأمريكي (الإنجليزية)
- أوسكار آغرين على موقع قاعدة بيانات كرة القدم.إي يو (الإنجليزية)
- أوسكار آغرين على موقع Soccerway.com (الإنجليزية)